# Грејт Уз
Грејт Уз (енгл. River Great Ouse) је река у Уједињеном Краљевству, у Енглеској. Дуга је 230 km. Протиче кроз Нортхемптоншир, Бакингемшир, Бедфордшир, Кембриџшир и Норфок. Улива се у Залив Вош, односно Северно море. 